# 카스텔프랑코인미스카노
카스텔프랑코인미스카노(이탈리아어: Castelfranco in Miscano)는 이탈리아 캄파니아주 베네벤토도의 코무네다. 나폴리로부터 북동쪽 90km, 베네벤토 북동쪽으로 30km 거리에 있다.